# Orah, Nikšić
Orah este un sat din comuna Nikšić, Muntenegru. Conform datelor de la recensământul din 2003, localitatea are 132 de locuitori (la recensământul din 1991 erau 157 de locuitori).

## Demografie
În satul Orah locuiesc 105 persoane adulte, iar vârsta medie a populației este de 41,5 de ani (40,5 la bărbați și 42,5 la femei). În localitate sunt 40 de gospodării, iar numărul mediu de membri în gospodărie este de 3,30.
|  |

| Demografie | Demografie | Demografie |
| An         | Locuitori  | Locuitori  |
| ---------- | ---------- | ---------- |
|            |            |            |
|            |            |            |
|            |            |            |
|            |            |            |
| 1948       | 290        |            |
| 1953       | 330        |            |
| 1961       | 311        |            |
| 1971       | 286        |            |
| 1981       | 178        |            |
| 1991       | 157        | 157        |
| 2003       | 132        | 132        |

| \| Componența etnică conform recensământului din 2003[2] \| Componența etnică conform recensământului din 2003[2] \| Componența etnică conform recensământului din 2003[2] \| Componența etnică conform recensământului din 2003[2] \| Componența etnică conform recensământului din 2003[2] \| \| ----------------------------------------------------- \| ----------------------------------------------------- \| ----------------------------------------------------- \| ----------------------------------------------------- \| ----------------------------------------------------- \| \| \| \| \| \| \| \| Muntenegreni \| Muntenegreni \| \| 88 \| 66,66% \| \| Sârbi \| Sârbi \| \| 21 \| 15,9% \| \| necunoscută \| necunoscută \| \| 1 \| 0,75% \| |              |  |    |        |
| Componența etnică conform recensământului din 2003 |              |  |    |        |
| |              |  |    |        |
| Muntenegreni | Muntenegreni |  | 88 | 66,66% |
| Sârbi | Sârbi        |  | 21 | 15,9%  |
| necunoscută | necunoscută  |  | 1  | 0,75%  |